# Жаб'яча черепаха Вандерхага
Жаб'яча черепаха Вандерхага (Mesoclemmys vanderhaegei) — вид черепах з роду Жаб'яча черепаха родини Змієшиї черепахи.

## Опис
Загальна довжина карапаксу досягає 27 см. Голова середнього розміру, широка. Голова і шия коротше довжини карапаксу. Морда трохи виступає уперед. Ніс у цієї черепахи менший ніж у інших представників свого роду. Шия коротка. Карапакс має еліптичну форму. По його середині проходить невеликий кіль. Пластрон великий, спереду трохи кирпатий, а позаду зазубрений. Він майже повністю покриває карапакс. У самців пластрон увігнутий. Хвіст товстий та довгий, проте у самців він більших розмірів, ніж у самиць.
Голова та шия сірого кольору. Горло і підборіддя жовті, як і щелепи. На підборідді можуть бути темні цятки. На голові можуть бути помаранчеві плямочки. Нижня щелепа буває червоною. Колір шкіри сіро-оливковий. Забарвлення карапаксу коливається від сірого до чорного. Пластрон жовтий з коричневим та чорним пігментом.

## Спосіб життя
Полюбляє ріки та болота. Активна вдень. Харчується рибою, комахами, водними безхребетними.
Процес парування цієї черепахи недостатньо вивчено. Самиця відкладає від 6 до 12 яєць розміром 35 × 28 мм.

## Розповсюдження
Мешкає у річках Парагвай, Парана на півдні Бразилії, Парагваї, на півночі Аргентини, в Уругваї та Болівії.